# Ordine di Francisco Morazán
L'Ordine di Francisco Morazán è un'onorificenza concessa dall'Honduras.

## Storia
L'Ordine è stato fondato il 1º marzo 1941 per premiare cittadini meritevoli.

## Classi
L'Ordine dispone delle seguenti classi di benemerenza:
- Gran Croce con Stella d'Oro
- Gran Croce con Stella d'Argento
- Grand'Ufficiale
- Commendatore
- Ufficiale
- Cavaliere

## Insegne
- Il nastro è blu con al centro una striscia bianca.